# Régis Wargnier
Régis Wargnier (Metz, 18 de abril de 1948) es un director de cine, productor, guionista, actor y compositor de música cinematográfica francés. Su película Indochina de 1992 ganó el Óscar a la mejor película de habla no inglesa en la 65.ª edición de los Premios Óscar.

## Filmografía

### Director
- 1986: La Femme de ma vie, protagonizada por Jane Birkin
- 1988: Sueurs froides (serie de televisión)
- 1989: Je suis le seigneur du château, protagonizada por Dominique Blanc
- 1992: Indochina, protagonizada por Catherine Deneuve
- 1995: Une femme française, protagonizada por Emmanuelle Béart
- 1995: Lumière et compagnie
- 1999: Est-Ouest, protagonizada por Sandrine Bonnaire
- 2003: Cœurs d'Athlètes, protagonizada por Haile Gebrsellasie
- 2005: Man to Man, protagonizada por Joseph Fiennes y Kristin Scott Thomas
- 2007: Pars vite et reviens tard, protagonizada por José Garcia, Lucas Belvaux y Marie Gillain
- 2011: La Ligne droite
- 2014: The Gate

### Director ayudante
- 1973: La Femme en bleu
- 1974: Nada
- 1978: Mon premier amour
- 1979: L'École est finie
- 1980: La Banquière
- 1981: Viens chez moi, j'habite chez une copine
- 1982: Le Grand Patron
- 1982: Le Grand Frère
- 1984: Le Bon Plaisir
- 1984: Souvenirs, souvenirs

### Guionista
- 1986: La Femme de ma vie junto a Jane Birkin
- 1989: Je suis le seigneur du château junto a Dominique Blanc
- 1992: Indochina junto a Catherine Deneuve
- 1992: L'échange
- 1995: Une femme française
- 1999: Est-Ouest
- 2005: Man to man
- 2007: Pars vite et reviens tard
- 2014: The Gate

### Actor
- 1973: La Femme en bleu
- 1984: Souvenirs, souvenirs
- 2002: Femme fatale

### Compositor
- 2002: Femme fatale

### Efectos especiales
- 2001: Who is Bernard Tapie

### Productor
- 1983: Heller Wahn
- 1983: La palombière

## Premios y distinciones
Premios Óscar
| Año  | Categoría                 | Trabajo nominado               | Resultado |
| ---- | ------------------------- | ------------------------------ | --------- |
| 1993 | Mejor película extranjera | Indochina                      | Ganador   |
| 2000 | Mejor película extranjera | La vida prometida (Este-Oeste) | Nominado  |